# Parafia św. Wojciecha w Krzepczowie
Parafia św. Wojciecha – parafia rzymskokatolicka znajdująca się w archidiecezji łódzkiej w dekanacie bełchatowskim.

## Historia

### Kościół
Parafia w Krzepczowie została erygowana przez abp gnieźnieńskiego Jana Łaskiego 8 sierpnia 1526 r.
Obecny kościół wybudowano w latach 1720–1750. W czasie budowy kościoła proboszczami w parafii byli księża: Inaczewski, Strzelecki i Lagierkiewicz. Budynek w stylu barokowym, orientowany, jednonawowy na rzucie prostokąta, od południa przy nawie – kaplica św. Anny z wydzieloną półkolistą absydą, przy której maleńkie zakrystie, od zachodu chór muzyczny nad kruchtą, wewnątrz ściany opilastrowane. W elewacji frontowej, zwieńczonej trójkątnym szczytem, portal ujęty w półfilary. Konsekrowany 26 VII 1903 r. przez bpa włocławskiego Stanisława Zdzitowieckiego.
Ołtarz główny z kościoła Pijarów z Piotrkowa – obraz św. Weroniki, Ukrzyżowany i figura MB Bolesnej; ołtarz boczny lewy z kościoła Franciszkanów z Piotrkowa – obraz św. Antoniego i MB Nieustającej Pomocy; ołtarz boczny prawy z 1901 r. – obraz św. Jadwigi i św. Wojciecha; ołtarz w kaplicy z obrazem św. Anny Samotrzeć; ambona z rzeźbą Mojżesza, figurka Chrystusa Zmartwychwstałego, Droga Krzyżowa odlew gipsowy.

## Proboszczowie od 1920 roku
- ks. Mikołaj Stawicki (1905–1945)
- ks. Bolesław Kalinowski (1945–1957)
- ks. Bronisław Gajda (1957–1968)
- ks. Józef Dembowski (1968–1984)
- ks. Antoni Kamiński (1984–2012)
- ks. Adam Stańdo (od 2012)

## Kaplice na terenie parafii
- Kaplica pw. Świętych Piotra i Pawła w Grabicy (drewniana)

## Wspólnoty parafialne
- Żywa Róża
- Bractwo św. Anny